# Khenthap
Khenthap, també escrit Khenet-Hapi, (ḫnt-Ḥp, "música de Hapi")va ser suposadament una reina de l'Antic Egipte. Es diu que va viure durant la I Dinastia. La seva figura històrica és molt fosca, ja que no hi ha fonts contemporànies on aparegui el seu nom; només apareix un cop en una inscripció molt posterior.

## Proves
Els egiptòlegs i els historiadors encara debaten sobre qui era exactament Khenthap com a figura històrica. Les impressions de segells registrades arqueològicament de les tombes de la primera dinastia a Abidos mai no l'esmenten. Apareix només en una inscripció a la pedra de Palerm, una estela feta amb esquist negre que enumera els reis des de Narmer (I Dinastia) fins al rei Neferirkare (VI Dinastia). A més, la pedra enumera la mare de cada rei. La inscripció mostra el nom de Khenthap, però no registra cap dels seus títols (excepte el de "mare" (Mw.t (nsw), mut (nesu), "mare").

## Biografia
La inscripció del fragment del Caire descriu Khenthap com la mare del rei Djer. Joyce Tyldesley creu que Khenthap era una esposa del rei Hor-Aha i Djet era el seu net, ja que es creu que Djet era el fill del rei Djer (fill d'Aha). Silke Roth creu que Khenthap era una esposa del rei Teti, un monarca esmentat a la tauleta de Saqqara i al papir de Torí. En aquest últim, se'l descriu com un governant que va ocupar el tron egipci només 1 any i 45 dies.
El nom de Khenthap significa "música de Hapi (déu)", que pot assenyalar que podria haver tingut un paper religiós o de culte durant la seva vida.